# Александр, Кай
Кай Александр (англ. Kai Alexander; род. 7 июня 1997, Вустер, Западный Мидленд) — британский актёр, наиболее известен ролью сержанта Уильяма Куинна в мини-сериале «Властелины воздуха».

## Кинокарьера
В 2017 году присоединился к актёрскому составу ситкома «Катастрофа», сыграв в нескольких эпизодах роль Джеффри, ребёнка персонажей Эшли Дженсен и Марка Боннара.
В 2019 году вернулся к свое роли в финальном сезоне «Катастрофы». В следующем году появился в сериале «Незнакомка», адаптации одноимённого романа Харлана Кобена .
В 2022 году сыграл Ричарда Брэнсона в мини-сериале Дэнни Бойла «Пи́стол», посвящённой становлению панк-группы Sex Pistols .
В 2024 году отметился в роли сержанта Уильяма Куинна в мини-сериале «Властелины воздуха», продюсерами которого выступили Стивен Спилберг и Том Хэнкс.

## Фильмография
| Год       |   | Русское название           | Оригинальное название        | Роль                              |
| --------- | - | -------------------------- | ---------------------------- | --------------------------------- |
| 2015      | с | Катастрофа                 | Casualty                     | Лиам Реннелл (1 эпизод)           |
| 2015      | с | Апогей духовной зимы       | Midwinter of the Spirit      | Дин Уоллис (1 эпизод)             |
| 2017      | с | Врачи                      | Doctors                      | Конор Кейвуд                      |
| 2017—2019 | с | Катастрофа                 | Catastrophe                  | Джеффри Бисли (4 эпизода)         |
| 2020      | с | Незнакомка                 | The Stranger                 | Данте Гуннарссон (7 эпизодов)     |
| 2022      | с | Пи́стол                     | Pistol                       | Ричард Брэнсон                    |
| 2024      | с | Властелины воздуха         | Masters of the Air           | сержант Уильям Куинн (5 эпизодов) |
| TBA       | с | Рона, которая живёт у реки | Rhona Who Lives by the River | Кнокс                             |